# Рибейраш
Рибейраш (порт. Ribeiras)  —  район (фрегезия) в Португалии,  входит в округ Азорские острова. Расположен на острове Пику. Является составной частью муниципалитета  Лажеш-ду-Пику. Население составляет 1045 человек на 2001 год. Занимает площадь 31,75 км².
Покровителем района считается Животворящий Крест (порт. Santa Cruz). 